# ایمنی (آلبوم کلرو)
ایمنی (به انگلیسی: Immunity) نخستین آلبوم استودیویی از خواننده-ترانه‌پرداز آمریکایی کلرو می‌باشد که در ۲ اوت سال ۲۰۱۹ از سوی فیدر لیبل منتشر گردید. تهیه و تولید این آلبوم توسط کلرو و رستم باتمانقلیچ عضو پیشین ومپایر ویکند انجام شده‌است.

## ترکیب‌بندی
ایمنی در سبک‌های سافت راک، بدروم پاپ، الکتروپاپ، و ایندی پاپ توصیف شده‌است.